# Sineugraphe exusta
Sineugraphe exusta là một loài bướm đêm trong họ Noctuidae.